# ماريو أوليفييه
ماريو أوليفييه (3 نوفمبر 1982 في جنوب أفريقيا - ) (بالإنجليزية: Mario Olivier)‏ هو لاعب كريكت جنوب أفريقي. لعب مع Boland (cricket team) ‏ ونادي الشماليين للكريكت ‏ وWarriors (cricket team) ‏ وTitans (cricket team) ‏.

## وصلات خارجية
- ماريو أوليفييه على موقع إي آس بي آن كريك إنفو (الإنجليزية)